# يوففرد (كامبريدجشير)
يوففرد (بالإنجليزية: Ufford, Cambridgeshire)‏ هي قرية و أبرشية مدنية تقع في المملكة المتحدة في إنجلترا.